# Stelis minuta
Stelis minuta är ett solitärt (icke samhällsbildande) bi i familjen buksamlarbin vars larv lever som boparasit i bon av andra buksamlarbin.

## Utseende
Ett litet bi med en kroppslängd på 5 till 6 mm. Kroppen är övervägande svart, men tergiterna, bakkroppssegmenten, har vita fläckar på sidorna. Könen är nästan lika, men hanen har spetsigare bakkropp.

## Ekologi
Arten är en kleptoparasit; honan lägger ägg i bon av andra buksamlarbin som murarbina Osmia leucomelana, Osmia claviventris, Osmia gallarum samt storsovarbi, troligtvis även gnagbina Hoplitis tridentata, Hoplitis anthocopoides samt väggbi. Den nykläckta larven dödar värdägget eller -larven och lever sedan på det insamlade matförrådet. Övervintring sker som passiv vilolarv. Habitaten följer värdarterna; i Alperna kan arten gå upp till 1 800 m. Flygtiden varar från juni till mitten av augusti, för honan in i september. Stelis minuta är inte särskilt specialiserad vad gäller födokällor, utan besöker blommor från många olika familjer.

## Utbredning
Arten finns i större delen av Europa upp till 64°N i Finland.